# ماریسلا مورالس

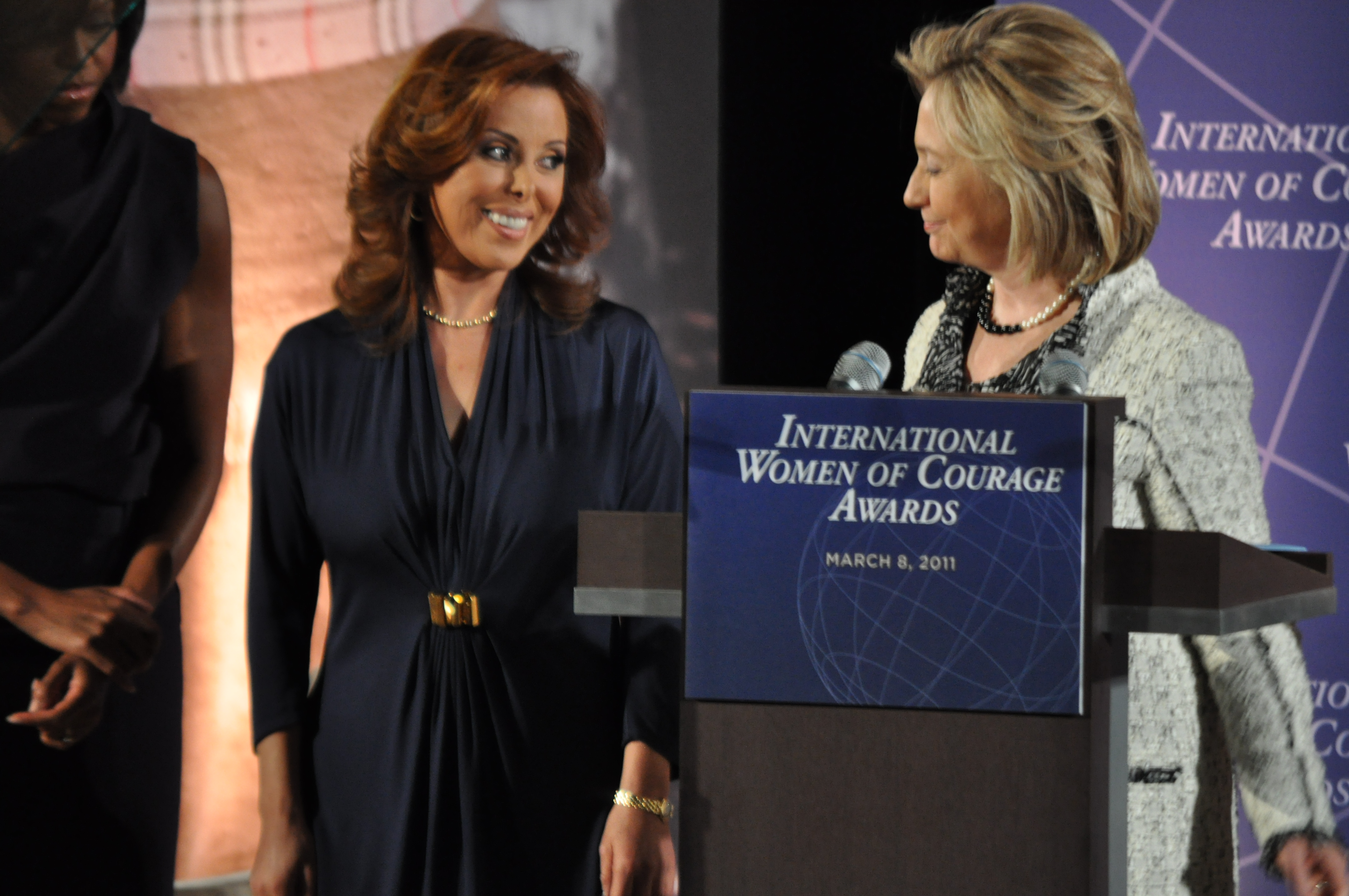
ماریسلا مورالس (چپ وسط) در ۲۰۱۱ جایزه بین‌المللی زنان شجاع با هیلاری کلینتون (راست) و میشل اوباما (چپ)

ماریسلا مورالس (انگلیسی: Marisela Morales؛ زادهٔ ۱ مارس ۱۹۷۰) سیاست‌مدار اهل مکزیک است. وی در سال ۲۰۱۱ دادستان کل مکزیک بود.
وی همچنین برندهٔ جوایزی همچون جایزه بین‌المللی زنان شجاع شده‌است.

## زندگی‌نامه
ماریسلا در مکزیکوسیتی متولد شد و قبل از تکمیل مدرک کارشناسی ارشد در رشته علوم جنایی از مؤسسه ملی علوم جنایی، از دانشگاه خودمختار ملی مکزیک در رشته حقوق فارغ‌التحصیل شد. در ۳۱ مارس ۲۰۱۱ او توسط رئیس‌جمهور فیلیپه کالدرون به جای آرتورو چاوز به عنوان دادستان کل مکزیک منصوب شد. پس از تأیید سنا، او چهل و دومین دادستان کل و اولین زنی شد که این سمت را داشت. او قبل از انتصاب به سمت دادستانی کل، به عنوان دستیار دادستان کل در تحقیقات تخصصی جرائم سازمان‌یافته خدمت می‌کرد. و در سال ۲۰۱۱ جایزه بین‌المللی زنان شجاع را دریافت کرد.